# Trzecia siła
Trzecia siła – w elektrodynamice inna od siły Coulomba i siły Lorentza siła działająca na cząstki bez ładunku elektrycznego, ale z dipolowym momentem magnetycznym i ze spinem (np. na neutrony) w skrzyżowanej kombinacji pól elektrycznego i magnetycznego.
Ponieważ swobodny spin z dipolowym momentem magnetycznym podlega zgodnie z równaniami Blocha precesji, tzn. jego oś wektora porusza się końcem po okręgu, a kąt nachylenia tego wektora względem wektora pola magnetycznego jest stały. Wytwarza on zmienne w czasie pole magnetyczne.
Pole to zgodnie z zasadą indukcji Faradaya lub ze szczególną teoria względności, wytwarzając zmienny w czasie strumień magnetyczny, widziane jest w układzie laboratoryjnym jako dwa pola, pole magnetyczne oraz pole elektryczne. Jeśli teraz taki spin umieszczony jest pomiędzy okładkami kondensatora zmienny strumień magnetyczny od ruchu dipola będzie indukował siły wywierane na jego sztywno zamocowane ładunki. Zgodnie z III zasadą dynamiki Newtona o wzajemności wywierania sił, siła ta będzie też wywierana na dipol magnetyczny. W ekstremalnych warunkach precesji pod kątem 90 stopni siła ta jest więc w kierunku prostopadłym do pola elektrycznego i równoległym do magnetycznego. Kondensator ten jest równoważny stałemu polu elektrycznemu wytwarzanemu przez jego okładki.
W ogólnym przypadku możemy ją zapisać wzorem:
{\displaystyle \mathbf {F_{III}} ={\frac {1}{mc}}\mathbf {E} \times ({\boldsymbol {\mu }}\times \mathbf {B} ).}
Istnienie trzeciej siły można sprawdzić modelem mechanicznym, wymuszając precesje solenoidu z prądem przy użyciu silniczka elektrycznego i umieszczając go w dużym kondensatorze zasilanym z maszyny elektrostatycznej.